# Yinjiang (köpinghuvudort i Kina, Zhejiang Sheng, lat 29,77, long 121,36)
Yinjiang (kinesiska: 鄞江, 鄞江镇) är en köpinghuvudort i Kina. Den ligger i provinsen Zhejiang, i den östra delen av landet, omkring 130 kilometer sydost om provinshuvudstaden Hangzhou. Antalet invånare är 31 602. Befolkningen består av 15 401 kvinnor och 16 201 män. Barn under 15 år utgör 11,0 %, vuxna 15-64 år 78 %, och äldre över 65 år 10,0 %.
Runt Yinjiang är det tätbefolkat, med 427 invånare per kvadratkilometer. Närmaste större samhälle är Gulin, 9,7 km nordost om Yinjiang. Trakten runt Yinjiang består till största delen av jordbruksmark.
Genomsnittlig årsnederbörd är 1 996 millimeter. Den regnigaste månaden är juni, med i genomsnitt 338 mm nederbörd, och den torraste är januari, med 70 mm nederbörd.